# Tephrosia elegans
Tephrosia elegans är en ärtväxtart som beskrevs av Julius Heinrich Karl Schumann. Tephrosia elegans ingår i släktet Tephrosia och familjen ärtväxter. Inga underarter finns listade i Catalogue of Life.